# Lijst van gekko's
Onderstaand een lijst van alle soorten gekko's (Gekkota). Er zijn ongeveer 1400 soorten in 108 geslachten, 19 geslachten zijn monotypisch en worden slechts door een enkele soort vertegenwoordigd. 
- Aeluroscalabotes felinus
- Afroedura africana
- Afroedura amatolica
- Afroedura bogerti
- Afroedura hawequensis
- Afroedura karroica
- Afroedura langi
- Afroedura loveridgei
- Afroedura nivaria
- Afroedura pondolia
- Afroedura tembulica
- Afroedura transvaalica
- Afrogecko ansorgii
- Afrogecko plumicaudus
- Afrogecko porphyreus
- Afrogecko swartbergensis
- Agamura persica
- Ailuronyx seychellensis
- Ailuronyx tachyscopaeus
- Ailuronyx trachygaster
- Alsophylax boehmei
- Alsophylax laevis
- Alsophylax loricatus
- Alsophylax pipiens
- Alsophylax przewalskii
- Alsophylax szczerbaki
- Alsophylax tadjikiensis
- Alsophylax tokobajevi
- Aristelliger barbouri
- Aristelliger cochranae
- Aristelliger expectatus
- Aristelliger georgeensis
- Aristelliger hechti
- Aristelliger lar
- Aristelliger praesignis
- Aristelliger reyesi
- Asaccus andersoni
- Asaccus barani
- Asaccus caudivolvulus
- Asaccus elisae
- Asaccus gallagheri
- Asaccus granularis
- Asaccus griseonotus
- Asaccus iranicus
- Asaccus kermanshahensis
- Asaccus kurdistanensis
- Asaccus montanus
- Asaccus nasrullahi
- Asaccus platyrhynchus
- Asaccus saffinae
- Asaccus tangestanensis
- Asaccus zagrosicus
- Asiocolotes depressus
- Asiocolotes levitoni
- Bavayia crassicollis
- Bavayia cyclura
- Bavayia exsuccida
- Bavayia geitaina
- Bavayia goroensis
- Bavayia madjo
- Bavayia montana
- Bavayia ornata
- Bavayia pulchella
- Bavayia robusta
- Bavayia sauvagii
- Bavayia septuiclavis
- Blaesodactylus ambonihazo
- Blaesodactylus antongilensis
- Blaesodactylus boivini
- Blaesodactylus sakalava
- Bunopus crassicauda
- Bunopus spatalurus
- Bunopus tuberculatus
- Calodactylodes aureus
- Calodactylodes illingworthorum
- Carphodactylus laevis
- Chatogekko amazonicus
- Chondrodactylus angulifer
- Chondrodactylus bibronii
- Chondrodactylus fitzsimonsi
- Chondrodactylus turneri
- Christinus guentheri
- Christinus marmoratus
- Cnemaspis affinis
- Cnemaspis africana
- Cnemaspis alantika
- Cnemaspis alwisi
- Cnemaspis amith
- Cnemaspis anaikattiensis
- Cnemaspis andersonii
- Cnemaspis argus
- Cnemaspis assamensis
- Cnemaspis aurantiacopes
- Cnemaspis australis
- Cnemaspis barbouri
- Cnemaspis baueri
- Cnemaspis bayuensis
- Cnemaspis beddomei
- Cnemaspis biocellata
- Cnemaspis boiei
- Cnemaspis boulengerii
- Cnemaspis caudanivea
- Cnemaspis chanardi
- Cnemaspis chanthaburiensis
- Cnemaspis clivicola
- Cnemaspis dezwaani
- Cnemaspis dickersonae
- Cnemaspis dilepis
- Cnemaspis dringi
- Cnemaspis elgonensis
- Cnemaspis flavigaster
- Cnemaspis flavolineata
- Cnemaspis gemunu
- Cnemaspis gigas
- Cnemaspis goaensis
- Cnemaspis gracilis
- Cnemaspis harimau
- Cnemaspis heteropholis
- Cnemaspis huaseesom
- Cnemaspis indica
- Cnemaspis indraneildasii
- Cnemaspis jacobsoni
- Cnemaspis jerdonii
- Cnemaspis kallima
- Cnemaspis kamolnorranathi
- Cnemaspis kandiana
- Cnemaspis karsticola
- Cnemaspis kendallii
- Cnemaspis koehleri
- Cnemaspis kolhapurensis
- Cnemaspis kumarasinghei
- Cnemaspis kumpoli
- Cnemaspis laoensis
- Cnemaspis latha
- Cnemaspis limi
- Cnemaspis littoralis
- Cnemaspis mcguirei
- Cnemaspis menikay
- Cnemaspis modiglianii
- Cnemaspis molligodai
- Cnemaspis monachorum
- Cnemaspis monticola
- Cnemaspis mysoriensis
- Cnemaspis nairi
- Cnemaspis narathiwatensis
- Cnemaspis neangthyi
- Cnemaspis nigridius
- Cnemaspis nilagirica
- Cnemaspis niyomwanae
- Cnemaspis nuicamensis
- Cnemaspis occidentalis
- Cnemaspis ornata
- Cnemaspis otai
- Cnemaspis paripari
- Cnemaspis pava
- Cnemaspis pemanggilensis
- Cnemaspis perhentianensis
- Cnemaspis petrodroma
- Cnemaspis phillipsi
- Cnemaspis phuketensis
- Cnemaspis podihuna
- Cnemaspis pseudomcguirei
- Cnemaspis psychedelica
- Cnemaspis pulchra
- Cnemaspis punctata
- Cnemaspis punctatonuchalis
- Cnemaspis quattuorseriata
- Cnemaspis retigalensis
- Cnemaspis roticanai
- Cnemaspis samanalensis
- Cnemaspis scalpensis
- Cnemaspis shahruli
- Cnemaspis siamensis
- Cnemaspis silvula
- Cnemaspis sisparensis
- Cnemaspis spinicollis
- Cnemaspis timoriensis
- Cnemaspis tropidogaster
- Cnemaspis tucdupensis
- Cnemaspis upendrai
- Cnemaspis uzungwae
- Cnemaspis vandeventeri
- Cnemaspis whittenorum
- Cnemaspis wicksi
- Cnemaspis wynadensis
- Cnemaspis yercaudensis
- Coleodactylus brachystoma
- Coleodactylus meridionalis
- Coleodactylus natalensis
- Coleodactylus septentrionalis
- Coleonyx brevis
- Coleonyx elegans
- Coleonyx fasciatus
- Coleonyx mitratus
- Coleonyx reticulatus
- Coleonyx switaki
- Coleonyx variegatus
- Colopus kochii
- Colopus wahlbergii
- Crenadactylus ocellatus
- Crossobamon eversmanni
- Crossobamon orientalis
- Cryptactites peringueyi
- Cyrtodactylus aaroni
- Cyrtodactylus adleri
- Cyrtodactylus adorus
- Cyrtodactylus aequalis
- Cyrtodactylus agusanensis
- Cyrtodactylus angularis
- Cyrtodactylus annandalei
- Cyrtodactylus annulatus
- Cyrtodactylus aravallensis
- Cyrtodactylus aurensis
- Cyrtodactylus auribalteatus
- Cyrtodactylus ayeyarwadyensis
- Cyrtodactylus badenensis
- Cyrtodactylus baluensis
- Cyrtodactylus batik
- Cyrtodactylus batucolus
- Cyrtodactylus bichnganae
- Cyrtodactylus biordinis
- Cyrtodactylus boreoclivus
- Cyrtodactylus brevidactylus
- Cyrtodactylus brevipalmatus
- Cyrtodactylus buchardi
- Cyrtodactylus caovansungi
- Cyrtodactylus capreoloides
- Cyrtodactylus cattienensis
- Cyrtodactylus cavernicolus
- Cyrtodactylus chanhomeae
- Cyrtodactylus chauquangensis
- Cyrtodactylus chrysopylos
- Cyrtodactylus condorensis
- Cyrtodactylus consobrinoides
- Cyrtodactylus consobrinus
- Cyrtodactylus cracens
- Cyrtodactylus cryptus
- Cyrtodactylus cucphuongensis
- Cyrtodactylus darmandvillei
- Cyrtodactylus derongo
- Cyrtodactylus deveti
- Cyrtodactylus dumnuii
- Cyrtodactylus durio
- Cyrtodactylus edwardtaylori
- Cyrtodactylus eisenmanae
- Cyrtodactylus elok
- Cyrtodactylus epiroticus
- Cyrtodactylus erythrops
- Cyrtodactylus fasciolatum
- Cyrtodactylus feae
- Cyrtodactylus fraenatus
- Cyrtodactylus fumosus
- Cyrtodactylus gansi
- Cyrtodactylus gordongekkoi
- Cyrtodactylus grismeri
- Cyrtodactylus gubaot
- Cyrtodactylus gubernatoris
- Cyrtodactylus halmahericus
- Cyrtodactylus hontreensis
- Cyrtodactylus hoskini
- Cyrtodactylus huongsonensis
- Cyrtodactylus huynhi
- Cyrtodactylus ingeri
- Cyrtodactylus interdigitalis
- Cyrtodactylus intermedius
- Cyrtodactylus irianjayaensis
- Cyrtodactylus irregularis
- Cyrtodactylus jambangan
- Cyrtodactylus jarakensis
- Cyrtodactylus jarujini
- Cyrtodactylus jellesmae
- Cyrtodactylus khasiensis
- Cyrtodactylus klugei
- Cyrtodactylus laevigatus
- Cyrtodactylus lateralis
- Cyrtodactylus leegrismeri
- Cyrtodactylus lomyenensis
- Cyrtodactylus loriae
- Cyrtodactylus louisiadensis
- Cyrtodactylus macrotuberculatus
- Cyrtodactylus malayanus
- Cyrtodactylus malcolmsmithi
- Cyrtodactylus mamanwa
- Cyrtodactylus mandalayensis
- Cyrtodactylus mansarulus
- Cyrtodactylus markuscombaii
- Cyrtodactylus marmoratus
- Cyrtodactylus martini
- Cyrtodactylus martinstolli
- Cyrtodactylus matsuii
- Cyrtodactylus mcdonaldi
- Cyrtodactylus mimikanus
- Cyrtodactylus murua
- Cyrtodactylus nepalensis
- Cyrtodactylus nigriocularis
- Cyrtodactylus novaeguineae
- Cyrtodactylus nuaulu
- Cyrtodactylus oldhami
- Cyrtodactylus pageli
- Cyrtodactylus pantiensis
- Cyrtodactylus papilionoides
- Cyrtodactylus papuensis
- Cyrtodactylus paradoxus
- Cyrtodactylus peguensis
- Cyrtodactylus philippinicus
- Cyrtodactylus phongnhakebangensis
- Cyrtodactylus phuquocensis
- Cyrtodactylus pronarus
- Cyrtodactylus pseudoquadrivirgatus
- Cyrtodactylus pubisulcus
- Cyrtodactylus pulchellus
- Cyrtodactylus quadrivirgatus
- Cyrtodactylus ramboda
- Cyrtodactylus redimiculus
- Cyrtodactylus robustus
- Cyrtodactylus roesleri
- Cyrtodactylus rubidus
- Cyrtodactylus russelli
- Cyrtodactylus sadleiri
- Cyrtodactylus salomonensis
- Cyrtodactylus semenanjungensis
- Cyrtodactylus seribuatensis
- Cyrtodactylus sermowaiensis
- Cyrtodactylus serratus
- Cyrtodactylus slowinskii
- Cyrtodactylus soba
- Cyrtodactylus spinosus
- Cyrtodactylus stresemanni
- Cyrtodactylus subsolanus
- Cyrtodactylus sumonthai
- Cyrtodactylus sumuroi
- Cyrtodactylus surin
- Cyrtodactylus sworderi
- Cyrtodactylus takouensis
- Cyrtodactylus tamaiensis
- Cyrtodactylus tautbatorum
- Cyrtodactylus teyniei
- Cyrtodactylus thirakhupti
- Cyrtodactylus tigroides
- Cyrtodactylus tiomanensis
- Cyrtodactylus tripartitus
- Cyrtodactylus tuberculatus
- Cyrtodactylus variegatus
- Cyrtodactylus wakeorum
- Cyrtodactylus wallacei
- Cyrtodactylus wayakonei
- Cyrtodactylus wetariensis
- Cyrtodactylus yangbayensis
- Cyrtodactylus yoshii
- Cyrtodactylus zhaoermii
- Cyrtodactylus ziegleri
- Cyrtodactylus zugi
- Cyrtopodion agamuroides
- Cyrtopodion baigii
- Cyrtopodion battalense
- Cyrtopodion baturense
- Cyrtopodion belaense
- Cyrtopodion brachykolon
- Cyrtopodion brevipes
- Cyrtopodion caspium
- Cyrtopodion dadunense
- Cyrtopodion dattanense
- Cyrtopodion elongatum
- Cyrtopodion fedtschenkoi
- Cyrtopodion fortmunroi
- Cyrtopodion gastrophole
- Cyrtopodion golubevi
- Cyrtopodion himalayanum
- Cyrtopodion indusoani
- Cyrtopodion kachhense
- Cyrtopodion kiabii
- Cyrtopodion kirmanense
- Cyrtopodion kohsulaimanai
- Cyrtopodion lawderanum
- Cyrtopodion longipes
- Cyrtopodion medogense
- Cyrtopodion mintoni
- Cyrtopodion montiumsalsorum
- Cyrtopodion persepolense
- Cyrtopodion potoharense
- Cyrtopodion rhodocaudum
- Cyrtopodion rohtasfortai
- Cyrtopodion scabrum
- Cyrtopodion sistanensis
- Cyrtopodion stoliczkai
- Cyrtopodion tibetanus
- Cyrtopodion turcmenicum
- Cyrtopodion voraginosum
- Cyrtopodion walli
- Cyrtopodion watsoni
- Dactylocnemis pacificus
- Dierogekko inexpectatus
- Dierogekko insularis
- Dierogekko kaalaensis
- Dierogekko koniambo
- Dierogekko nehoueensis
- Dierogekko poumensis
- Dierogekko thomaswhitei
- Dierogekko validiclavis
- Diplodactylus calcicolus
- Diplodactylus capensis
- Diplodactylus conspicillatus
- Diplodactylus fulleri
- Diplodactylus furcosus
- Diplodactylus galaxias
- Diplodactylus galeatus
- Diplodactylus granariensis
- Diplodactylus kenneallyi
- Diplodactylus klugei
- Diplodactylus mitchelli
- Diplodactylus ornatus
- Diplodactylus polyophthalmus
- Diplodactylus pulcher
- Diplodactylus savagei
- Diplodactylus tessellatus
- Diplodactylus vittatus
- Diplodactylus wiru
- Dixonius aaronbaueri
- Dixonius hangseesom
- Dixonius melanostictus
- Dixonius siamensis
- Dixonius vietnamensis
- Ebenavia inunguis
- Ebenavia maintimainty
- Elasmodactylus tetensis
- Elasmodactylus tuberculosus
- Eublepharis angramainyu
- Eublepharis fuscus
- Eublepharis hardwickii
- Eublepharis macularius
- Eublepharis turcmenicus
- Euleptes europaea
- Eurydactylodes agricolae
- Eurydactylodes occidentalis
- Eurydactylodes symmetricus
- Eurydactylodes vieillardi
- Geckoella albofasciatus
- Geckoella collegalensis
- Geckoella deccanensis
- Geckoella jeyporensis
- Geckoella nebulosus
- Geckoella triedrus
- Geckoella yakhuna
- Geckolepis maculata
- Geckolepis polylepis
- Geckolepis typica
- Geckonia chazaliae
- Gehyra angusticaudata
- Gehyra australis
- Gehyra baliola
- Gehyra barea
- Gehyra borroloola
- Gehyra brevipalmata
- Gehyra butleri
- Gehyra catenata
- Gehyra dubia
- Gehyra fehlmanni
- Gehyra fenestra
- Gehyra interstitialis
- Gehyra kimberleyi
- Gehyra koira
- Gehyra lacerata
- Gehyra lampei
- Gehyra lazelli
- Gehyra leopoldi
- Gehyra marginata
- Gehyra membranacruralis
- Gehyra minuta
- Gehyra montium
- Gehyra mutilata
- Gehyra nana
- Gehyra occidentalis
- Gehyra oceanica
- Gehyra pamela
- Gehyra papuana
- Gehyra pilbara
- Gehyra punctata
- Gehyra purpurascens
- Gehyra robusta
- Gehyra variegata
- Gehyra vorax
- Gehyra xenopus
- Gekko albofasciolatus
- Gekko athymus
- Gekko auriverrucosus
- Gekko badenii
- Gekko canaensis
- Gekko canhi
- Gekko carusadensis
- Gekko chinensis
- Gekko coi
- Gekko crombota
- Gekko ernstkelleri
- Gekko gecko
- Gekko gigante
- Gekko grossmanni
- Gekko hokouensis
- Gekko japonicus
- Gekko kikuchii
- Gekko lauhachindai
- Gekko melli
- Gekko mindorensis
- Gekko monarchus
- Gekko nutaphandi
- Gekko palawanensis
- Gekko palmatus
- Gekko petricolus
- Gekko porosus
- Gekko reevesii
- Gekko romblon
- Gekko rossi
- Gekko russelltraini
- Gekko scabridus
- Gekko scientiadventura
- Gekko shibatai
- Gekko siamensis
- Gekko similignum
- Gekko smithii
- Gekko swinhonis
- Gekko taibaiensis
- Gekko takouensis
- Gekko tawaensis
- Gekko taylori
- Gekko truongi
- Gekko verreauxi
- Gekko vertebralis
- Gekko vietnamensis
- Gekko vittatus
- Gekko wenxianensis
- Gekko yakuensis
- Goggia braacki
- Goggia essexi
- Goggia gemmula
- Goggia hewitti
- Goggia hexapora
- Goggia lineata
- Goggia microlepidota
- Goggia rupicola
- Gonatodes albogularis
- Gonatodes alexandermendesi
- Gonatodes annularis
- Gonatodes antillensis
- Gonatodes astralis
- Gonatodes atricucullaris
- Gonatodes caudiscutatus
- Gonatodes ceciliae
- Gonatodes concinnatus
- Gonatodes daudini
- Gonatodes eladioi
- Gonatodes falconensis
- Gonatodes hasemani
- Gonatodes humeralis
- Gonatodes infernalis
- Gonatodes lichenosus
- Gonatodes ligiae
- Gonatodes nascimentoi
- Gonatodes ocellatus
- Gonatodes petersi
- Gonatodes purpurogularis
- Gonatodes riveroi
- Gonatodes seigliei
- Gonatodes superciliaris
- Gonatodes taniae
- Gonatodes tapajonicus
- Gonatodes timidus
- Gonatodes vittatus
- Goniurosaurus araneus
- Goniurosaurus bawanglingensis
- Goniurosaurus catbaensis
- Goniurosaurus hainanensis
- Goniurosaurus huuliensis
- Goniurosaurus kuroiwae
- Goniurosaurus lichtenfelderi
- Goniurosaurus luii
- Goniurosaurus orientalis
- Goniurosaurus splendens
- Goniurosaurus toyamai
- Goniurosaurus yamashinae
- Goniurosaurus yingdeensis
- Gymnodactylus amarali
- Gymnodactylus darwinii
- Gymnodactylus geckoides
- Gymnodactylus guttulatus
- Gymnodactylus vanzolinii
- Haemodracon riebeckii
- Haemodracon trachyrhinus
- Hemidactylus aaronbaueri
- Hemidactylus agrius
- Hemidactylus albofasciatus
- Hemidactylus albopunctatus
- Hemidactylus anamallensis
- Hemidactylus angulatus
- Hemidactylus ansorgii
- Hemidactylus aporus
- Hemidactylus aquilonius
- Hemidactylus arnoldi
- Hemidactylus barbierii
- Hemidactylus barodanus
- Hemidactylus bavazzanoi
- Hemidactylus bayonii
- Hemidactylus beninensis
- Hemidactylus bouvieri
- Hemidactylus bowringii
- Hemidactylus brasilianus
- Hemidactylus brookii
- Hemidactylus citernii
- Hemidactylus craspedotus
- Hemidactylus curlei
- Hemidactylus dawudazraqi
- Hemidactylus depressus
- Hemidactylus dracaenacolus
- Hemidactylus echinus
- Hemidactylus fasciatus
- Hemidactylus flaviviridis
- Hemidactylus forbesii
- Hemidactylus foudaii
- Hemidactylus frenatus
- Hemidactylus funaiolii
- Hemidactylus garnotii
- Hemidactylus giganteus
- Hemidactylus gleadowi
- Hemidactylus gracilis
- Hemidactylus granchii
- Hemidactylus graniticolus
- Hemidactylus granti
- Hemidactylus greefii
- Hemidactylus gujaratensis
- Hemidactylus homoeolepis
- Hemidactylus hunae
- Hemidactylus imbricatus
- Hemidactylus inintellectus
- Hemidactylus isolepis
- Hemidactylus jubensis
- Hemidactylus jumailiae
- Hemidactylus kamdemtohami
- Hemidactylus karenorum
- Hemidactylus klauberi
- Hemidactylus kushmorensis
- Hemidactylus laevis
- Hemidactylus lamaensis
- Hemidactylus lankae
- Hemidactylus laticaudatus
- Hemidactylus lavadeserticus
- Hemidactylus lemurinus
- Hemidactylus leschenaultii
- Hemidactylus longicephalus
- Hemidactylus lopezjuradoi
- Hemidactylus mabouia
- Hemidactylus macropholis
- Hemidactylus maculatus
- Hemidactylus makolowodei
- Hemidactylus matschiei
- Hemidactylus megalops
- Hemidactylus mercatorius
- Hemidactylus mindiae
- Hemidactylus modestus
- Hemidactylus muriceus
- Hemidactylus newtoni
- Hemidactylus ophiolepis
- Hemidactylus ophiolepoides
- Hemidactylus oxyrhinus
- Hemidactylus palaichthus
- Hemidactylus parvimaculatus
- Hemidactylus persicus
- Hemidactylus platycephalus
- Hemidactylus platyurus
- Hemidactylus porbandarensis
- Hemidactylus prashadi
- Hemidactylus pseudomuriceus
- Hemidactylus puccionii
- Hemidactylus pumilio
- Hemidactylus reticulatus
- Hemidactylus richardsonii
- Hemidactylus robustus
- Hemidactylus romeshkanicus
- Hemidactylus ruspolii
- Hemidactylus saba
- Hemidactylus sataraensis
- Hemidactylus scabriceps
- Hemidactylus shihraensis
- Hemidactylus sinaitus
- Hemidactylus smithi
- Hemidactylus somalicus
- Hemidactylus squamulatus
- Hemidactylus stejnegeri
- Hemidactylus subtriedrus
- Hemidactylus tanganicus
- Hemidactylus tasmani
- Hemidactylus taylori
- Hemidactylus tenkatei
- Hemidactylus thayene
- Hemidactylus treutleri
- Hemidactylus triedrus
- Hemidactylus tropidolepis
- Hemidactylus turcicus
- Hemidactylus vietnamensis
- Hemidactylus yerburyi
- Hemiphyllodactylus aurantiacus
- Hemiphyllodactylus ganoklonis
- Hemiphyllodactylus harterti
- Hemiphyllodactylus insularis
- Hemiphyllodactylus larutensis
- Hemiphyllodactylus margarethae
- Hemiphyllodactylus titiwangsaensis
- Hemiphyllodactylus typus
- Hemiphyllodactylus yunnanensis
- Hemitheconyx caudicinctus
- Hemitheconyx taylori
- Heteronotia binoei
- Heteronotia planiceps
- Heteronotia spelea
- Holodactylus africanus
- Holodactylus cornii
- Homonota andicola
- Homonota borellii
- Homonota darwinii
- Homonota fasciata
- Homonota gaudichaudii
- Homonota penai
- Homonota rupicola
- Homonota underwoodi
- Homonota uruguayensis
- Homonota whitii
- Homopholis fasciata
- Homopholis mulleri
- Homopholis walbergii
- Hoplodactylus delcourti
- Hoplodactylus duvaucelii
- Lepidoblepharis buchwaldi
- Lepidoblepharis colombianus
- Lepidoblepharis conolepis
- Lepidoblepharis duolepis
- Lepidoblepharis festae
- Lepidoblepharis grandis
- Lepidoblepharis heyerorum
- Lepidoblepharis hoogmoedi
- Lepidoblepharis intermedius
- Lepidoblepharis microlepis
- Lepidoblepharis miyatai
- Lepidoblepharis montecanoensis
- Lepidoblepharis oxycephalus
- Lepidoblepharis peraccae
- Lepidoblepharis ruthveni
- Lepidoblepharis sanctaemartae
- Lepidoblepharis williamsi
- Lepidoblepharis xanthostigma
- Lepidodactylus aureolineatus
- Lepidodactylus balioburius
- Lepidodactylus browni
- Lepidodactylus buleli
- Lepidodactylus christiani
- Lepidodactylus euaensis
- Lepidodactylus flaviocularis
- Lepidodactylus gardineri
- Lepidodactylus guppyi
- Lepidodactylus herrei
- Lepidodactylus intermedius
- Lepidodactylus listeri
- Lepidodactylus lombocensis
- Lepidodactylus lugubris
- Lepidodactylus magnus
- Lepidodactylus manni
- Lepidodactylus moestus
- Lepidodactylus mutahi
- Lepidodactylus novaeguineae
- Lepidodactylus oligoporus
- Lepidodactylus oortii
- Lepidodactylus orientalis
- Lepidodactylus paurolepis
- Lepidodactylus planicaudus
- Lepidodactylus pulcher
- Lepidodactylus pumilus
- Lepidodactylus pusillus
- Lepidodactylus ranauensis
- Lepidodactylus shebae
- Lepidodactylus tepukapili
- Lepidodactylus vanuatuensis
- Lepidodactylus woodfordi
- Lepidodactylus yami
- Lucasium alboguttatum
- Lucasium bungabinna
- Lucasium byrnei
- Lucasium damaeum
- Lucasium immaculatum
- Lucasium maini
- Lucasium occultum
- Lucasium squarrosum
- Lucasium steindachneri
- Lucasium stenodactylum
- Lucasium wombeyi
- Luperosaurus angliit
- Luperosaurus brooksii
- Luperosaurus browni
- Luperosaurus corfieldi
- Luperosaurus cumingii
- Luperosaurus gulat
- Luperosaurus iskandari
- Luperosaurus joloensis
- Luperosaurus kubli
- Luperosaurus macgregori
- Luperosaurus palawanensis
- Luperosaurus sorok
- Luperosaurus yasumai
- Lygodactylus angolensis
- Lygodactylus angularis
- Lygodactylus arnoulti
- Lygodactylus bernardi
- Lygodactylus bivittis
- Lygodactylus blancae
- Lygodactylus blanci
- Lygodactylus bradfieldi
- Lygodactylus broadleyi
- Lygodactylus capensis
- Lygodactylus chobiensis
- Lygodactylus conradti
- Lygodactylus conraui
- Lygodactylus decaryi
- Lygodactylus depressus
- Lygodactylus expectatus
- Lygodactylus fischeri
- Lygodactylus grandisonae
- Lygodactylus graniticolus
- Lygodactylus gravis
- Lygodactylus guibei
- Lygodactylus gutturalis
- Lygodactylus heterurus
- Lygodactylus howelli
- Lygodactylus inexpectatus
- Lygodactylus insularis
- Lygodactylus intermedius
- Lygodactylus keniensis
- Lygodactylus kimhowelli
- Lygodactylus klemmeri
- Lygodactylus klugei
- Lygodactylus lawrencei
- Lygodactylus luteopicturatus
- Lygodactylus madagascariensis
- Lygodactylus manni
- Lygodactylus methueni
- Lygodactylus miops
- Lygodactylus mirabilis
- Lygodactylus mombasicus
- Lygodactylus montanus
- Lygodactylus nigropunctatus
- Lygodactylus ocellatus
- Lygodactylus ornatus
- Lygodactylus pauliani
- Lygodactylus picturatus
- Lygodactylus pictus
- Lygodactylus rarus
- Lygodactylus rex
- Lygodactylus roavolana
- Lygodactylus scheffleri
- Lygodactylus scorteccii
- Lygodactylus somalicus
- Lygodactylus stevensoni
- Lygodactylus thomensis
- Lygodactylus tolampyae
- Lygodactylus tuberosus
- Lygodactylus verticillatus
- Lygodactylus waterbergensis
- Lygodactylus wetzeli
- Lygodactylus williamsi
- Matoatoa brevipes
- Matoatoa spannringi
- Mediodactylus amictophole
- Mediodactylus aspratilis
- Mediodactylus dehakroense
- Mediodactylus heterocercum
- Mediodactylus heteropholis
- Mediodactylus ilamensis
- Mediodactylus kotschyi
- Mediodactylus narynense
- Mediodactylus russowii
- Mediodactylus sagittiferum
- Mediodactylus spinicaudum
- Mediodactylus stevenandersoni
- Mokopirirakau cryptozoicus
- Mokopirirakau granulatus
- Mokopirirakau kahutarae
- Mokopirirakau nebulosus
- Nactus acutus
- Nactus cheverti
- Nactus coindemirensis
- Nactus eboracensis
- Nactus galgajuga
- Nactus multicarinatus
- Nactus pelagicus
- Nactus serpensinsula
- Nactus soniae
- Nactus sphaerodactylodes
- Nactus vankampeni
- Narudasia festiva
- Naultinus elegans
- Naultinus gemmeus
- Naultinus grayii
- Naultinus manukanus
- Naultinus punctatus
- Naultinus rudis
- Naultinus stellatus
- Naultinus tuberculatus
- Nephrurus amyae
- Nephrurus asper
- Nephrurus deleani
- Nephrurus laevissimus
- Nephrurus levis
- Nephrurus sheai
- Nephrurus stellatus
- Nephrurus vertebralis
- Nephrurus wheeleri
- Oedodera marmorata
- Oedura castelnaui
- Oedura coggeri
- Oedura filicipoda
- Oedura gemmata
- Oedura gracilis
- Oedura jacovae
- Oedura jowalbinna
- Oedura lesueurii
- Oedura marmorata
- Oedura monilis
- Oedura obscura
- Oedura reticulata
- Oedura rhombifer
- Oedura robusta
- Oedura tryoni
- Orraya occultus
- Pachydactylus acuminatus
- Pachydactylus affinis
- Pachydactylus amoenus
- Pachydactylus atorquatus
- Pachydactylus austeni
- Pachydactylus barnardi
- Pachydactylus bicolor
- Pachydactylus boehmei
- Pachydactylus capensis
- Pachydactylus caraculicus
- Pachydactylus carinatus
- Pachydactylus etultra
- Pachydactylus fasciatus
- Pachydactylus formosus
- Pachydactylus gaiasensis
- Pachydactylus geitje
- Pachydactylus goodi
- Pachydactylus griffini
- Pachydactylus haackei
- Pachydactylus katanganus
- Pachydactylus kladaroderma
- Pachydactylus kobosensis
- Pachydactylus labialis
- Pachydactylus laevigatus
- Pachydactylus maculatus
- Pachydactylus maraisi
- Pachydactylus mariquensis
- Pachydactylus mclachlani
- Pachydactylus monicae
- Pachydactylus montanus
- Pachydactylus monticolus
- Pachydactylus namaquensis
- Pachydactylus oculatus
- Pachydactylus oreophilus
- Pachydactylus oshaughnessyi
- Pachydactylus otaviensis
- Pachydactylus parascutatus
- Pachydactylus punctatus
- Pachydactylus purcelli
- Pachydactylus rangei
- Pachydactylus reconditus
- Pachydactylus robertsi
- Pachydactylus rugosus
- Pachydactylus sansteynae
- Pachydactylus scherzi
- Pachydactylus scutatus
- Pachydactylus serval
- Pachydactylus tigrinus
- Pachydactylus tsodiloensis
- Pachydactylus vansoni
- Pachydactylus vanzyli
- Pachydactylus visseri
- Pachydactylus waterbergensis
- Pachydactylus weberi
- Pachydactylus werneri
- Paragehyra gabriellae
- Paragehyra petiti
- Paroedura androyensis
- Paroedura bastardi
- Paroedura gracilis
- Paroedura homalorhina
- Paroedura ibityensis
- Paroedura karstophila
- Paroedura lohatsara
- Paroedura maingoka
- Paroedura masobe
- Paroedura oviceps
- Paroedura picta
- Paroedura sanctijohannis
- Paroedura stumpffi
- Paroedura tanjaka
- Paroedura vahiny
- Paroedura vazimba
- Perochirus ateles
- Perochirus guentheri
- Perochirus scutellatus
- Phelsuma abbotti
- Phelsuma andamanense
- Phelsuma antanosy
- Phelsuma astriata
- Phelsuma barbouri
- Phelsuma berghofi
- Phelsuma borai
- Phelsuma borbonica
- Phelsuma breviceps
- Phelsuma cepediana
- Phelsuma comorensis
- Phelsuma dorsivittata
- Phelsuma dubia
- Phelsuma edwardnewtoni
- Phelsuma flavigularis
- Phelsuma gigas
- Phelsuma gouldi
- Phelsuma grandis
- Phelsuma guentheri
- Phelsuma guimbeaui
- Phelsuma guttata
- Phelsuma hielscheri
- Phelsuma hoeschi
- Phelsuma inexpectata
- Phelsuma kely
- Phelsuma klemmeri
- Phelsuma kochi
- Phelsuma laticauda
- Phelsuma lineata
- Phelsuma madagascariensis
- Phelsuma malamakibo
- Phelsuma masohoala
- Phelsuma modesta
- Phelsuma mutabilis
- Phelsuma nigristriata
- Phelsuma ornata
- Phelsuma parkeri
- Phelsuma parva
- Phelsuma pasteuri
- Phelsuma pronki
- Phelsuma pusilla
- Phelsuma quadriocellata
- Phelsuma ravenala
- Phelsuma robertmertensi
- Phelsuma roesleri
- Phelsuma rosagularis
- Phelsuma seippi
- Phelsuma serraticauda
- Phelsuma standingi
- Phelsuma sundbergi
- Phelsuma v-nigra
- Phelsuma vanheygeni
- Phyllodactylus angelensis
- Phyllodactylus angustidigitus
- Phyllodactylus apricus
- Phyllodactylus barringtonensis
- Phyllodactylus baurii
- Phyllodactylus bordai
- Phyllodactylus bugastrolepis
- Phyllodactylus clinatus
- Phyllodactylus darwini
- Phyllodactylus davisi
- Phyllodactylus delcampoi
- Phyllodactylus delsolari
- Phyllodactylus dixoni
- Phyllodactylus duellmani
- Phyllodactylus galapagensis
- Phyllodactylus gerrhopygus
- Phyllodactylus gilberti
- Phyllodactylus heterurus
- Phyllodactylus homolepidurus
- Phyllodactylus inaequalis
- Phyllodactylus insularis
- Phyllodactylus interandinus
- Phyllodactylus johnwrighti
- Phyllodactylus julieni
- Phyllodactylus kofordi
- Phyllodactylus lanei
- Phyllodactylus leei
- Phyllodactylus lepidopygus
- Phyllodactylus martini
- Phyllodactylus microphyllus
- Phyllodactylus muralis
- Phyllodactylus nocticolus
- Phyllodactylus palmeus
- Phyllodactylus papenfussi
- Phyllodactylus partidus
- Phyllodactylus paucituberculatus
- Phyllodactylus pulcher
- Phyllodactylus pumilus
- Phyllodactylus reissii
- Phyllodactylus rutteni
- Phyllodactylus santacruzensis
- Phyllodactylus sentosus
- Phyllodactylus thompsoni
- Phyllodactylus tinklei
- Phyllodactylus transversalis
- Phyllodactylus tuberculosus
- Phyllodactylus unctus
- Phyllodactylus ventralis
- Phyllodactylus wirshingi
- Phyllodactylus xanti
- Phyllopezus lutzae
- Phyllopezus maranjonensis
- Phyllopezus periosus
- Phyllopezus pollicaris
- Phyllurus amnicola
- Phyllurus caudiannulatus
- Phyllurus championae
- Phyllurus gulbaru
- Phyllurus isis
- Phyllurus kabikabi
- Phyllurus nepthys
- Phyllurus ossa
- Phyllurus platurus
- Pristurus abdelkuri
- Pristurus adrarensis
- Pristurus carteri
- Pristurus celerrimus
- Pristurus collaris
- Pristurus crucifer
- Pristurus flavipunctatus
- Pristurus gasperetti
- Pristurus guichardi
- Pristurus insignis
- Pristurus insignoides
- Pristurus longipes
- Pristurus mazbah
- Pristurus minimus
- Pristurus obsti
- Pristurus ornithocephalus
- Pristurus phillipsii
- Pristurus popovi
- Pristurus rupestris
- Pristurus saada
- Pristurus samhaensis
- Pristurus schneideri
- Pristurus simonettai
- Pristurus sokotranus
- Pristurus somalicus
- Pseudoceramodactylus khobarensis
- Pseudogekko brevipes
- Pseudogekko compressicorpus
- Pseudogekko labialis
- Pseudogekko smaragdinus
- Pseudogonatodes barbouri
- Pseudogonatodes furvus
- Pseudogonatodes gasconi
- Pseudogonatodes guianensis
- Pseudogonatodes lunulatus
- Pseudogonatodes manessi
- Pseudogonatodes peruvianus
- Pseudothecadactylus australis
- Pseudothecadactylus cavaticus
- Pseudothecadactylus lindneri
- Ptenopus carpi
- Ptenopus garrulus
- Ptenopus kochi
- Ptychozoon horsfieldii
- Ptychozoon intermedium
- Ptychozoon kuhli
- Ptychozoon lionotum
- Ptychozoon nicobarensis
- Ptychozoon rhacophorus
- Ptychozoon trinotaterra
- Ptyodactylus guttatus
- Ptyodactylus hasselquistii
- Ptyodactylus homolepis
- Ptyodactylus oudrii
- Ptyodactylus puiseuxi
- Ptyodactylus ragazzii
- Quedenfeldtia moerens
- Quedenfeldtia trachyblepharus
- Rhacodactylus auriculatus
- Rhacodactylus chahoua
- Rhacodactylus ciliatus
- Rhacodactylus leachianus
- Rhacodactylus sarasinorum
- Rhacodactylus trachyrhynchus
- Rhinogecko femoralis
- Rhinogecko misonnei
- Rhoptropella ocellata
- Rhoptropus afer
- Rhoptropus barnardi
- Rhoptropus biporosus
- Rhoptropus boultoni
- Rhoptropus braconnieri
- Rhoptropus bradfieldi
- Rhoptropus taeniostictus
- Rhynchoedura angusta
- Rhynchoedura eyrensis
- Rhynchoedura mentalis
- Rhynchoedura ormsbyi
- Rhynchoedura ornata
- Rhynchoedura sexapora
- Saltuarius cornutus
- Saltuarius kateae
- Saltuarius moritzi
- Saltuarius salebrosus
- Saltuarius swaini
- Saltuarius wyberba
- Saurodactylus fasciatus
- Saurodactylus mauritanicus
- Sphaerodactylus altavelensis
- Sphaerodactylus argivus
- Sphaerodactylus argus
- Sphaerodactylus ariasae
- Sphaerodactylus armasi
- Sphaerodactylus armstrongi
- Sphaerodactylus asterulus
- Sphaerodactylus beattyi
- Sphaerodactylus becki
- Sphaerodactylus bromeliarum
- Sphaerodactylus caicosensis
- Sphaerodactylus callocricus
- Sphaerodactylus celicara
- Sphaerodactylus cinereus
- Sphaerodactylus clenchi
- Sphaerodactylus cochranae
- Sphaerodactylus copei
- Sphaerodactylus corticola
- Sphaerodactylus cricoderus
- Sphaerodactylus cryphius
- Sphaerodactylus darlingtoni
- Sphaerodactylus difficilis
- Sphaerodactylus dimorphicus
- Sphaerodactylus docimus
- Sphaerodactylus dunni
- Sphaerodactylus elasmorhynchus
- Sphaerodactylus elegans
- Sphaerodactylus elegantulus
- Sphaerodactylus epiurus
- Sphaerodactylus fantasticus
- Sphaerodactylus gaigeae
- Sphaerodactylus gilvitorques
- Sphaerodactylus glaucus
- Sphaerodactylus goniorhynchus
- Sphaerodactylus graptolaemus
- Sphaerodactylus heliconiae
- Sphaerodactylus homolepis
- Sphaerodactylus inaguae
- Sphaerodactylus intermedius
- Sphaerodactylus kirbyi
- Sphaerodactylus klauberi
- Sphaerodactylus ladae
- Sphaerodactylus lazelli
- Sphaerodactylus leucaster
- Sphaerodactylus levinsi
- Sphaerodactylus lineolatus
- Sphaerodactylus macrolepis
- Sphaerodactylus mariguanae
- Sphaerodactylus microlepis
- Sphaerodactylus micropithecus
- Sphaerodactylus millepunctatus
- Sphaerodactylus molei
- Sphaerodactylus monensis
- Sphaerodactylus nicholsi
- Sphaerodactylus nigropunctatus
- Sphaerodactylus notatus
- Sphaerodactylus nycteropus
- Sphaerodactylus ocoae
- Sphaerodactylus oliveri
- Sphaerodactylus omoglaux
- Sphaerodactylus oxyrhinus
- Sphaerodactylus pacificus
- Sphaerodactylus parkeri
- Sphaerodactylus parthenopion
- Sphaerodactylus parvus
- Sphaerodactylus perissodactylius
- Sphaerodactylus phyzacinus
- Sphaerodactylus pimienta
- Sphaerodactylus plummeri
- Sphaerodactylus ramsdeni
- Sphaerodactylus randi
- Sphaerodactylus rhabdotus
- Sphaerodactylus richardi
- Sphaerodactylus richardsonii
- Sphaerodactylus roosevelti
- Sphaerodactylus rosaurae
- Sphaerodactylus ruibali
- Sphaerodactylus sabanus
- Sphaerodactylus samanensis
- Sphaerodactylus savagei
- Sphaerodactylus scaber
- Sphaerodactylus scapularis
- Sphaerodactylus schuberti
- Sphaerodactylus schwartzi
- Sphaerodactylus semasiops
- Sphaerodactylus shrevei
- Sphaerodactylus siboney
- Sphaerodactylus sommeri
- Sphaerodactylus sputator
- Sphaerodactylus storeyae
- Sphaerodactylus streptophorus
- Sphaerodactylus thompsoni
- Sphaerodactylus torrei
- Sphaerodactylus townsendi
- Sphaerodactylus underwoodi
- Sphaerodactylus vincenti
- Sphaerodactylus williamsi
- Sphaerodactylus zygaena
- Stenodactylus affinis
- Stenodactylus arabicus
- Stenodactylus doriae
- Stenodactylus grandiceps
- Stenodactylus leptocosymbotus
- Stenodactylus petrii
- Stenodactylus pulcher
- Stenodactylus slevini
- Stenodactylus stenurus
- Stenodactylus sthenodactylus
- Stenodactylus yemenensis
- Strophurus assimilis
- Strophurus ciliaris
- Strophurus elderi
- Strophurus intermedius
- Strophurus jeanae
- Strophurus krisalys
- Strophurus mcmillani
- Strophurus michaelseni
- Strophurus rankini
- Strophurus robinsoni
- Strophurus spinigerus
- Strophurus strophurus
- Strophurus taeniatus
- Strophurus taenicauda
- Strophurus wellingtonae
- Strophurus williamsi
- Strophurus wilsoni
- Tarentola albertschwartzi
- Tarentola americana
- Tarentola angustimentalis
- Tarentola annularis
- Tarentola bischoffi
- Tarentola boehmei
- Tarentola boettgeri
- Tarentola caboverdianus
- Tarentola crombiei
- Tarentola darwini
- Tarentola delalandii
- Tarentola deserti
- Tarentola ephippiata
- Tarentola fascicularis
- Tarentola gigas
- Tarentola gomerensis
- Tarentola mauritanica
- Tarentola mindiae
- Tarentola neglecta
- Tarentola parvicarinata
- Tarentola rudis
- Teratoscincus bedriagai
- Teratoscincus microlepis
- Teratoscincus przewalskii
- Teratoscincus roborowskii
- Teratoscincus scincus
- Teratoscincus toksunicus
- Thecadactylus oskrobapreinorum
- Thecadactylus rapicauda
- Thecadactylus solimoensis
- Toropuku stephensi
- Tropiocolotes algericus
- Tropiocolotes bisharicus
- Tropiocolotes helenae
- Tropiocolotes latifi
- Tropiocolotes nattereri
- Tropiocolotes nubicus
- Tropiocolotes persicus
- Tropiocolotes scortecci
- Tropiocolotes somalicus
- Tropiocolotes steudneri
- Tropiocolotes tripolitanus
- Tropiocolotes wolfgangboehmei
- Tukutuku rakiurae
- Underwoodisaurus milii
- Underwoodisaurus seorsus
- Urocotyledon inexpectata
- Urocotyledon palmata
- Urocotyledon rasmusseni
- Urocotyledon weileri
- Urocotyledon wolterstorffi
- Uroplatus alluaudi
- Uroplatus ebenaui
- Uroplatus fimbriatus
- Uroplatus finiavana
- Uroplatus giganteus
- Uroplatus guentheri
- Uroplatus henkeli
- Uroplatus lineatus
- Uroplatus malahelo
- Uroplatus malama
- Uroplatus phantasticus
- Uroplatus pietschmanni
- Uroplatus sameiti
- Uroplatus sikorae
- Uvidicolus sphyrurus
- Woodworthia brunneus
- Woodworthia chrysosireticus
- Woodworthia maculatus